# Abukuma (cruzador)
O Abukuma (阿武隈) foi um cruzador rápido operado pela Marinha Imperial Japonesa e a sexta e última embarcação da Classe Nagara, depois do Nagara, Isuzu, Yura, Natori e Kinu. Sua constrção começou em dezembro de 1921 no Estaleiro de Uraga e foi lançado ao mar em março de 1923, sendo comissionado na frota japonesa em maio de 1925. Era armado com uma bateria principal de sete canhões de 140 milímetros em torres de artilharia únicas, tinha um deslocamento de mais de cinco mil toneladas e conseguia alcançar uma velocidade de 36 nós.
Os primeiros anos de serviço do Abukuma transcorreram sem grandes incidentes, com exceção de uma colisão com o cruzador rápido Kitakami em outubro de 1930; o Abukuma perdeu sua proa e ficou sob reparos até dezembro do ano seguinte, recebendo uma nova proa com projeto diferente da original. Começou a patrulhar o litoral norte da China após o Incidente de Mukden em 1932. Com o início da Segunda Guerra Sino-Japonesa, o navio se envolveu na Batalha de Xangai entre agosto e novembro de 1937, dando cobertura para o transportando tropas terrestres.
O Abukuma teve uma carreira ativa na Segunda Guerra Mundial. Participou da escolta da força que realizou o Ataque a Pearl Harbor em 1941 e no ano seguinte envolveu-se em ações na Nova Guiné e Ilhas Aleutas, em ataques contra as Índicas Ocidentais Holandesas e uma incursão no Oceano Índico. Sua única ação em 1943 foi participar da Batalha das Ilhas Komandorski em março, passando o restante do ano e boa parte de 1944 navegando entre bases. Foi incapacitado em outubro de 1944 na Batalha do Estreito de Surigao e depois afundado por ataques aéreos.